# Assembleia Geral do Uruguai
Assembleia Geral do Uruguai (espanhol: Asamblea General de Uruguay) é o principal órgão legislativo da República Oriental do Uruguai. Bicameral, a Assembleia é composta pela Câmara dos Senadores, com 30 membros, e pela Câmara dos Representantes, com 99 membros. Tal como em outros diversos países de sistema bicameral, a Câmara de Senadores representa os governos dos departamentos, enquanto a Câmara dos Representantes representa a população residente em cada um destes departamentos separadamente.
A Assembleia está sediada no Palácio Legislativo, um grande marco da arquitetura neoclássica no país, localizado na capital Montevidéu.